# Punta del Este Challenger 1995
Il Punta del Este Challenger 1995 è stato un torneo di tennis facente parte della categoria ATP Challenger Series nell'ambito dell'ATP Challenger Series 1995. Il torneo si è giocato a Punta del Este in Uruguay dal 27 febbraio al 5 marzo 1995 su campi in terra rossa.

## Vincitori

### Singolare
Emanuel Couto ha battuto in finale  Marcelo Charpentier con il punteggio di 7–5, 7–6

### Doppio
Christian Miniussi /  Diego Pérez hanno battuto in finale  Lucas Arnold Ker /  Patricio Arnold con il punteggio di 4–6, 7–5, 6–1